# Штеккерльфиш

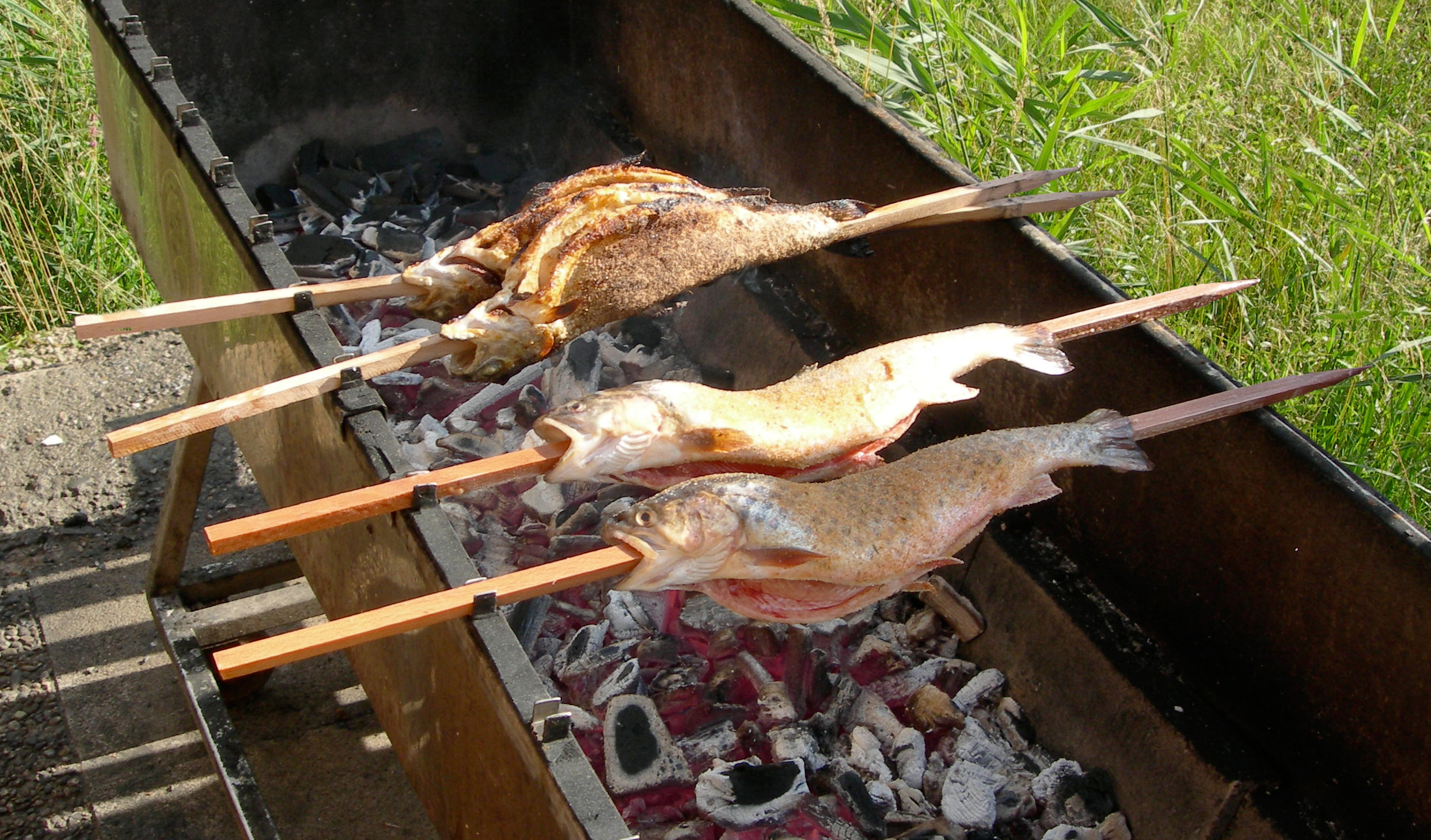
Приготовление штеккерльфишей

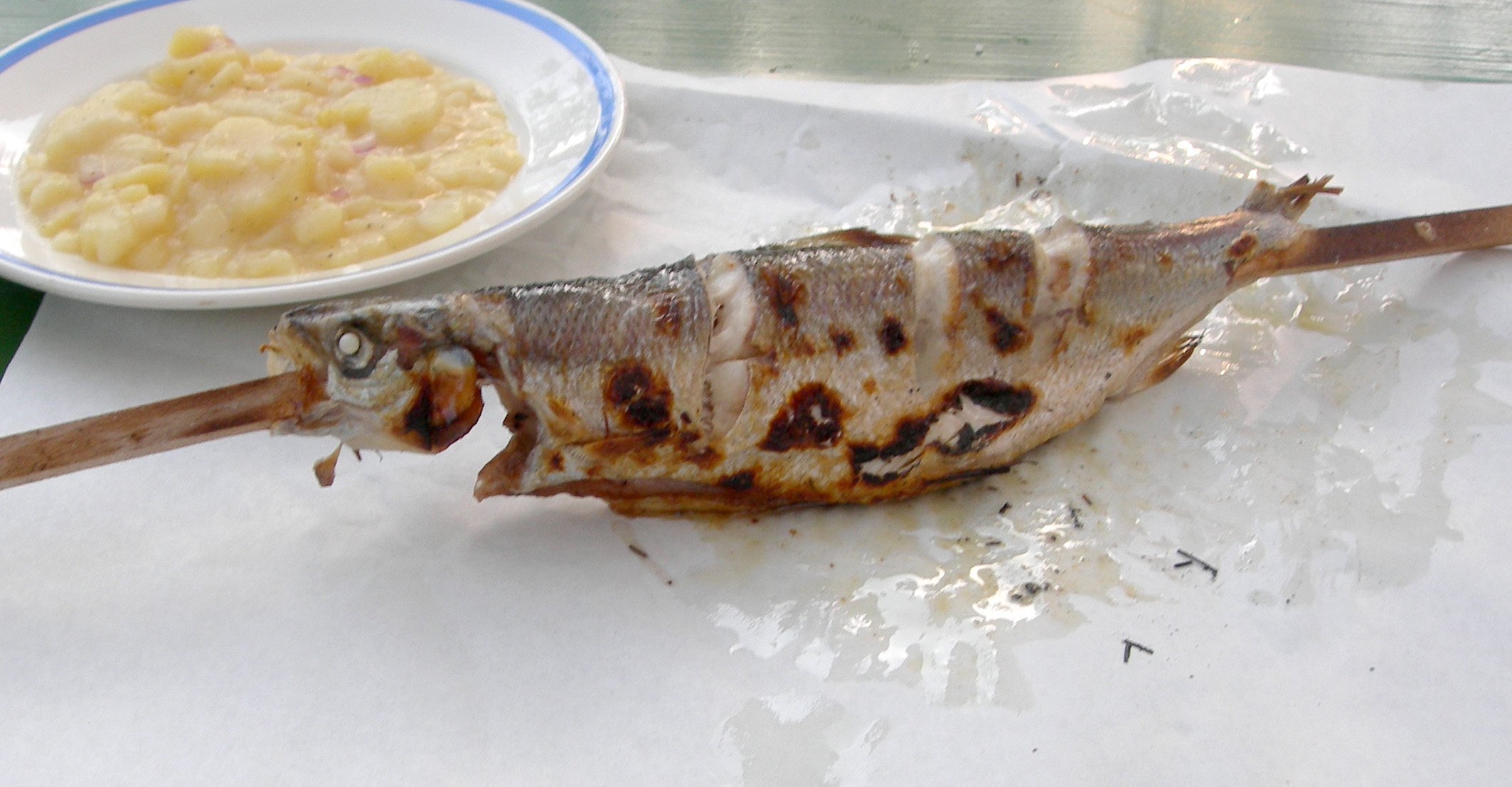
Штеккерльфиш, сервированный на бумаге

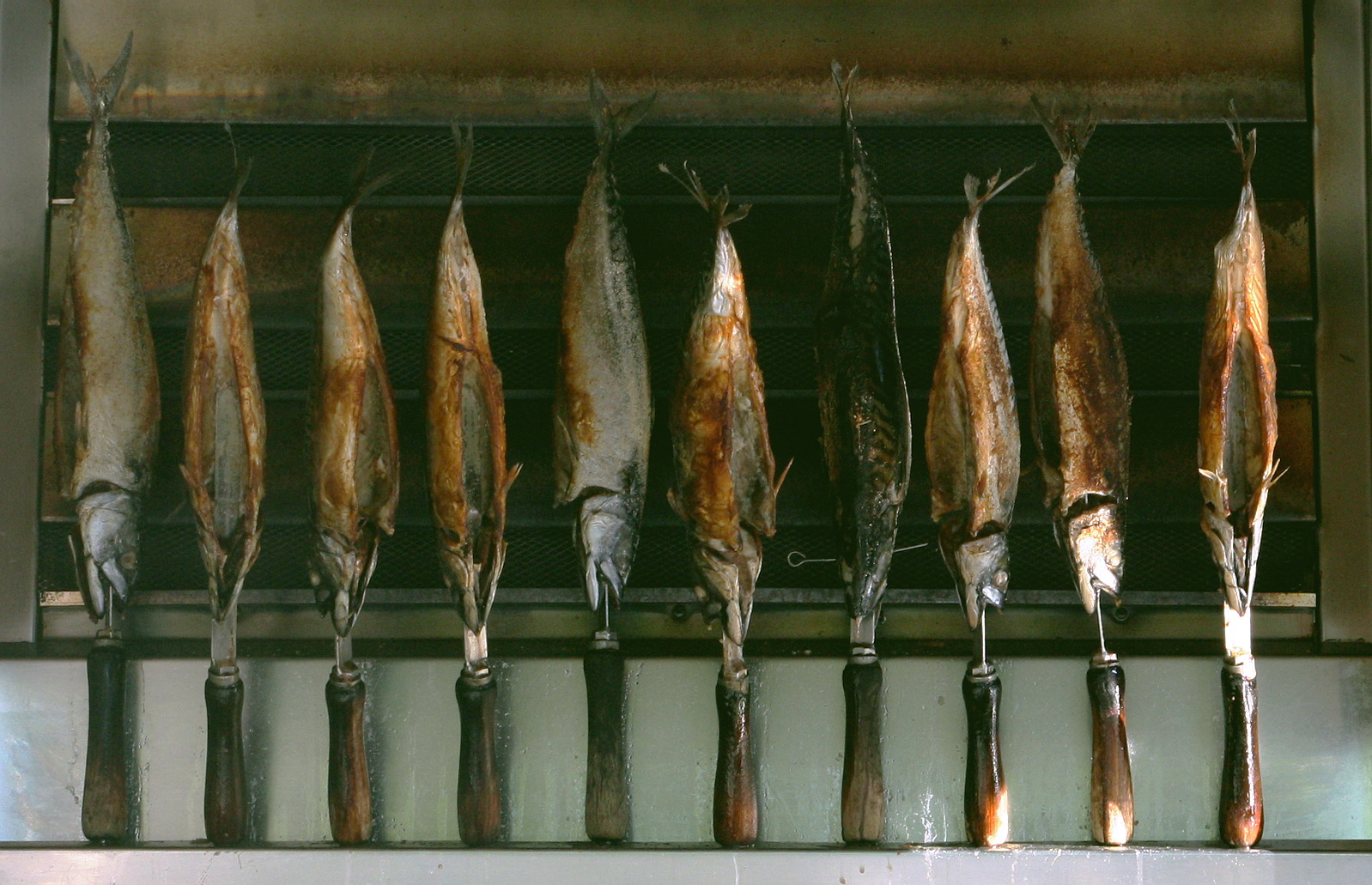
Штеккерльфиш из скумбрии в пивном саду

Ште́ккерльфиш (нем. Steckerlfisch — «рыба на рожнах») — немецкое рыбное блюдо, специалитет баварской кухни, в частности Мюнхена и баварского предгорья Альп, а также Верхней Австрии. Представляет собой рыбу на деревянных колышках — рожнах, приготовленную на гриле на жару от углей. Традиционно на штеккерльфиш идут сиги или уклейки, выловленные в местных озёрах и реках, ныне и скумбрия и другая морская рыба, а также и кумжа, гольцы из рыбоводных хозяйств. Штеккерльфиш обычно подают в пивных садах и на народных празднествах, в частности, на Октоберфесте. В Германии за пределами Баварии штеккерльфиш известен только в связи с Октоберфестом.
Для приготовления штеккерльфиша потрошённую рыбу обмазывают крепким маринадом из растительного масла и лимонного сока с тимьяном, розмарином, петрушкой и другими пряностями и нанизывают на очищенные от коры и вымоченные ивовые рожны длиной около 60 см. Рыбу на вертелах устанавливают на гриле головой вниз пирамидой над углями. В процессе жарки рыбу периодически смазывают маринадом или сливочным маслом, чтобы не сгорела шкурка. Штеккерльфиш едят на бумаге, в которую его заворачивают по готовности, или на тарелке. В качестве гарнира обычно выступает брецель или булочка.